# Heinrich Niehoff

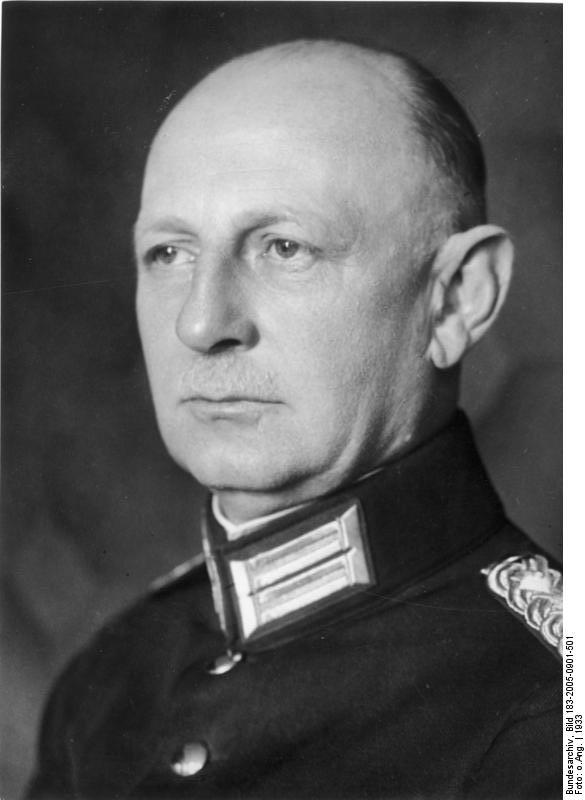
Heinrich Niehoff als Oberst der Schutzpolizei, 1929

Heinrich Julius Niehoff (* 20. November 1882 in Bochum; † 19. Februar 1946 in Berlin-Köpenick) war ein deutscher Polizei-, Luftwaffen- und Heeresoffizier. Niehoff stand zuletzt im Rang eines Generals der Landespolizei sowie eines Generalleutnants der Luftwaffe und eines Generalleutnants z.V. des Heeres.

## Leben und Tätigkeit

### Frühes Leben und Militärlaufbahn
Niehoff war Sohn des Fabrikdirektors Heinrich Niehoff und seiner Ehefrau Mathilde geb. Hellbeck. Nach dem Schulbesuch, den er 1902 in Bochum mit dem Abitur abschloss, trat Niehoff in die preußische Armee ein, der er anschließend bis 1919 angehörte.
Zum 18. Februar 1902 trat Niehoff als Fahnenjunker in das Infanterie-Regiment „Prinz Friedrich der Niederlande“ (2. Westfälisches) Nr. 15 in Minden ein. Am 22. November 1902 wurde Niehoff zum Leutnant befördert (mit Patent vom 19. August 1902). Zum 1. Oktober 1911 wurde Niehoff zur Kriegsakademie in Berlin kommandiert, bei der er bis zum Beginn des Ersten Weltkriegs im Sommer 1914 verblieb. Am 18. August 1911 erhielt er die Beförderung zum Oberleutnant.
In der Anfangsphase des Ersten Weltkriegs wurde Niehoff vom August 1914 bis August 1915 als Kompanie- und Bataillonsführer im Infanterieregiment Nr. 15 eingesetzt. Am 8. November 1914 erhielt er die Beförderung zum Hauptmann. Von August bis Oktober 1915 war Niehoff dann Erster Generalstabsoffizier (Ia) beim Stab der Etappen-Inspektion Grodno. Anschließend wurde er bis 1916 als Adjutant der Infanterie-Brigade Nr. 17 eingesetzt. Von 1916 bis September 1918 gehörte er dann dem Stab der 16. Infanterie-Division an. Von September 1918 bis September 1919 war Niehoff schließlich im Stab der Kommandantur Minsk bzw. Grodno tätig.

### Karriere im Polizeidienst
Nach dem Weltkrieg schied Niehoff zum 30. September 1919 aus der Armee aus, wobei er den Charakter eines Majors erhielt. Stattdessen wechselte er zum 1. Oktober 1919 in den Polizeidienst. 1919 erhielt er den Rang eines Polizeimajors.
Von 1920 bis 1928 war Niehoff Kommandeur der Polizeiverwaltung Kiel. Anschließend war er von April 1928 bis April 1933 als Polizeikommandeur in Berlin eingesetzt. Während dieser Zeit wurde er 1929 zum Polizeioberst befördert. Seit April 1930 war er Kommandeur der Polizeigruppe Mitte.
Im März 1933 wurde Niehoff vom neuen preußischen Ministerpräsidenten Hermann Göring zum Polizeigeneral befördert und zum Kommandeur der Landespolizeiinspektion Südost in Breslau ernannt. In dieser Stellung stand er vom 1. April 1933 bis 31. Januar 1936 der Landespolizei in Breslau, einem kasernierten und militärisch organisierten Polizeiverband, der nur in geschlossenen Formationen eingesetzt wurde, vor. Am 1. April 1933 trat Niehoff auch der NSDAP bei (Mitgliedsnummer 1.773.195).
Im Zuge der politischen Säuberungsaktion der NS-Regierung vom Sommer 1934 (Röhm-Putsch) übertrug Hermann Göring als preußischer Ministerpräsident und Chef der preußischen Landespolizei Niehoff am 30. Juni 1934 die vollziehende Gewalt für das Gebiet der Provinz Schlesien. Infolgedessen beteiligten die von Niehoff geführten Landespolizei-Verbände in Breslau sich an den am 30. Juni 1934 und 1. Juli 1934 im Gebiet der schlesischen Provinzhauptstadt durchgeführten Maßnahmen zur Entmachtung der SA, der nationalsozialistischen Parteiarmee, wobei die SA eng mit der von Udo von Woyrsch geführten schlesischen SS zusammenarbeitete: So ließ Niehoff u. a. die SA-Hilfswerkslager in der Umgebung von Breslau von seinen Truppen besetzen und die Insassen internieren, verschiedene SA-Befehlsstellen, Flugplätze und Funksender polizeilich sichern und diverse SA-Angehörige verhaften.
1936 verließ Niehoff auf Bitten Görings den Polizeidienst und wechselte stattdessen als sogenannter „wiederverwendeter General“ in die von diesem geführte Luftwaffe: Vom 1. Februar 1936 bis 31. März 1938 amtierte er dann als Chef des Stabes der Luftwaffe sowie Vizepräsident des Reichsluftschutzbundes. Am 1. Februar 1936 wurde er zum Generalmajor der Luftwaffe befördert und zum 1. Oktober 1937 erhielt er den Charakter eines Generalleutnants der Luftwaffe. 1938 ging Niehoff schließlich in den Ruhestand.

### Zweiter Weltkrieg

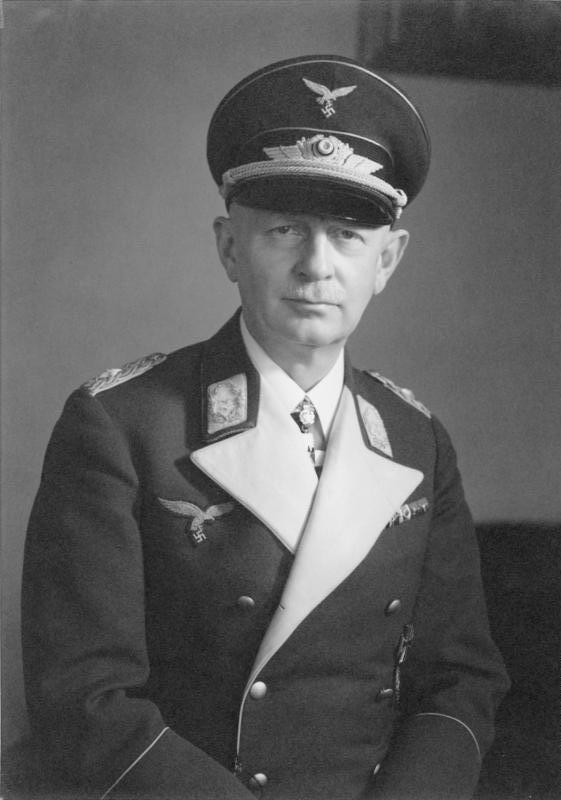
Heinrich Niehoff als Generalleutnant der Luftwaffe, 1940

Zu Beginn des Zweiten Weltkriegs wurde Niehoff als Offizier reaktiviert. Von Februar 1940 bis November 1942 amtierte Niehoff als Kommandant der Oberfeldkommandantur in Lille.
Vom 15. November 1942 bis 10. August 1944 bekleidete Niehoff schließlich den Posten des Kommandanten des „Heersgebietes Südfrankreich“ mit Dienstsitz in Lyon. In dieser Stellung war er Befehlshaber der deutschen Besatzungstruppen in dem nach dem deutschen Sieg über Frankreich im Jahr 1940 zunächst unbesetzt gebliebenen Territorium Frankreichs, das von der Vichy-Regierung verwaltet wurde, bevor es aufgrund der weiteren Kriegsentwicklung im Herbst 1942 ebenfalls von deutschen Truppen besetzt wurde. In der Stellung als Kommandant der deutschen Besatzungstruppen im Süden Frankreichs war Niehoff von 1942 bis 1944 insbesondere mit der Bekämpfung der Resistance befasst.
Die Quellenlage zu Niehoffs Person ist recht dünn, da nur wenige Unterlagen zu ihm erhalten sind, und zeichnet ein widersprüchliches Bild: Einerseits erweckt er den Eindruck eines recht brutalen Offiziers der mit der NS-Ideologie sympathisierte (so nannte er die Resistancekämpfer 1944 einmal „bandenähnliche Untermenschen“) andererseits setzte er sich im Juli 1944 erfolgreich für die Freilassung von 1.300 gefangengesetzten Bürgern der Gemeinde Bourg-en-Bresse ein, die im Zuge der großangelegten Partisanenaktion „Treffenfeld“ verhaftet worden waren.
Nach dem Ende der deutschen Besatzung Frankreichs ging Niehoff im August 1944 in den Ruhestand.
Am 7. Dezember 1945 wurde Niehoff von den sowjetischen Besatzungsbehörden verhaftet. Er verstarb in der Gefangenschaft.

## Familie
Am 4. Juni 1908 heiratete Niehoff Maria von Drygalski.

## Beförderungen
Heer
- 18. Februar 1902 Fahnenjunker
- 27. Februar 1902 Fähnrich
- 19. August 1903 Leutnant (Patent vom 19. August 1902)
- 18. August 1911: Oberleutnant
- 8. November 1914: Hauptmann
- 1. Februar 1941: Generalleutnant z.V.

Beförderungen im Polizeidienst:
- 1. Oktober 1919: Polizeimajor
- 22. Dezember 1921: Polizeioberstwachtmeister
- 1. Oktober 1927: Polizeioberstleutnant (durch Umbenennung des bisherigen Polizeioberwachtmeister-Ranges)
- 26. November 1929: Polizeioberst
- 1. April 1933: Polizeikommandeur (Rang wurde zum 5. Mai 1933 in Polizeigeneral umbenannt)
- 1. Januar 1936: Generalmajor der Landespolizei

Beförderungen in der Luftwaffe:
- 1. Februar 1936: Generalmajor der Luftwaffe
- 1. Oktober 1937: Charakter eines Generalleutnants der Luftwaffe
- 30. Januar 1938: Generalleutnant

## Archivarische Überlieferung
Eine Personalakte zu Niehoff hat sich im Bundesarchiv-Militärarchiv in Freiburg erhalten (Pers 6/300295).